# 口羽元衡
口羽 元衡（くちば もとひら）は、江戸時代初期の武士。毛利氏家臣で長州藩士。父は口羽元良。叔父・口羽元智の養子となる。

## 生涯
慶長9年（1604年）に毛利氏家臣である口羽元良の次男として生まれ、嗣子のいない叔父・元智の養子となる。
慶長19年（1614年）3月5日に毛利輝元の加冠状を受けて元服し、「元」の偏諱を与えられて「元衡」と名乗った。
寛永3年（1626年）4月10日に養父・元智が死去したためその後を継ぐ。寛永4年（1627年）1月1日に毛利秀就から「半右衛門尉」の官途名を与えられ、同年2月17日に父・元智の所領である長門国美祢郡伊佐村329石と周防国玖珂郡久原村121石の合計450石の地を相続した。
寛永12年（1635年）12月2日に伊勢国桑名において32歳で病死。嫡男の就之が後を継いだ。